# Catalogue
Catalogue é um grupo francês de rock experimental e jazz eletrónico fundado em 1979 e ativo até ao fim da década de 1980, quando cada um dos integrantes se passou a dedicar aos seus múltiplos projetos.
A sua música tem influências do free jazz e da tape music e uma atitude próxima do punk. O grupo foi fundado por Jac Berrocal, Jean-François Pauvros e Gilbert Artman. O tocador de harmonium Patrick Prado, o baterista Jean-Pierre Arnoux e o mentor da label Alga Marghen, Michel Potage também fizeram parte da formação no inicio. O grupo fez algumas digressões pela europa nos anos 80 e acabaria por desmembrar-se no final da mesma decada de 80, Jac Berrocal haveria de continuar uma rica carreira a solo.

## Discografia
Lista de discos:
- 1987, Catalogue : Insomnie, LP, Blue Silver 8247. CD, Spalax Music, 14920, 1995, Jac Berrocal, Gilbert Artman, Jean-François Pauvros
- 1987, Catalogue : Pas touch’, 45 tours, Blue Silver, 8243, 1987, Jac Berrocal, Gilbert Artman, Jean-François Pauvros
- 1982, Catalogue : Pénétration, LP+Maxi, Hathut Records, ART 1997/981982. CD, Hat ART, CD 6167, 1996, Jac Berrocal, Jean-François Pauvros, Gilbert Artman
- 1979, Catalogue : Antwerpen Live, LP, Pot Record, POT 79011979. CD, Spalax Music 14966, 1996, Jac Berrocal, Michel Potage, Jean-François Pauvros, Patrick Prado, Jean-Pierre Arnoux
- 1979, Catalogue, LP, dAvantage, DAV 03